# 洛西內茨
49°7′54″N 23°6′10″E / 49.13167°N 23.10278°E
洛西內茨（羅馬化：Losynets）是烏克蘭西部利沃夫州桑比爾區圖爾卡市鎮的村莊，始建於1678年，面積1.2平方公里，海拔高度605米，2001年人口767，人口密度每平方公里639.17人。